# 布卡迪爾
36°04′N 1°08′E / 36.067°N 1.133°E

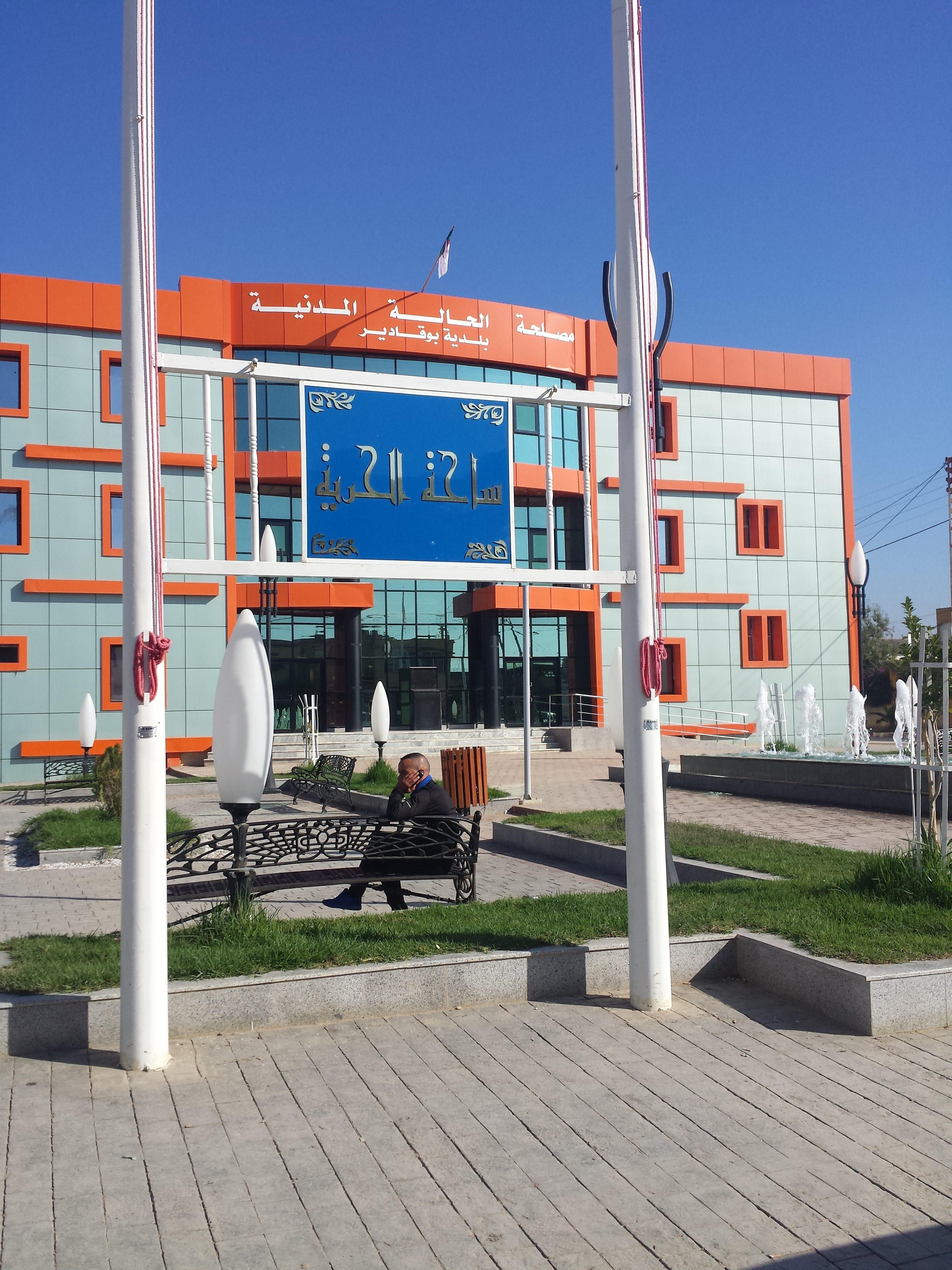
布卡迪爾的市政廳

布卡迪爾（阿拉伯语：‎）是阿爾及利亞的城鎮，位於該國北部，由謝里夫省負責管轄，面積225平方公里，1998年該城鎮人口41,655，人口密度每平方公里185人。